# Задуб'є (Ленінградська область)
Задуб'є (рос. Задубье) — присілок у Лузькому районі Ленінградської області Російської Федерації.
Населення становить 28 осіб. Належить до муніципального утворення Скребловське сільське поселення.

## Історія
Згідно із законом від 28 вересня 2004 року № 65-оз належить до муніципального утворення Скребловське сільське поселення.

## Населення
| 1838 | 1940 | 1956 | 1997 | 2007 | 2010 |
| ---- | ---- | ---- | ---- | ---- | ---- |
| 64   | ↗156 | ↘45  | ↘12  | ↘5   | ↗28  |